# Herman I van Henneberg
Herman I van Henneberg-Coburg (1224-1290) was een graaf uit de Frankische hoge adel die kandidaat was voor het Rooms-koningschap. Hij huwde met Margaretha van Holland, de jongste dochter van graaf Floris IV en Machteld van Brabant, waarna ze een deel van het jaar in Loosduinen bij Den Haag woonden.

## Biografie

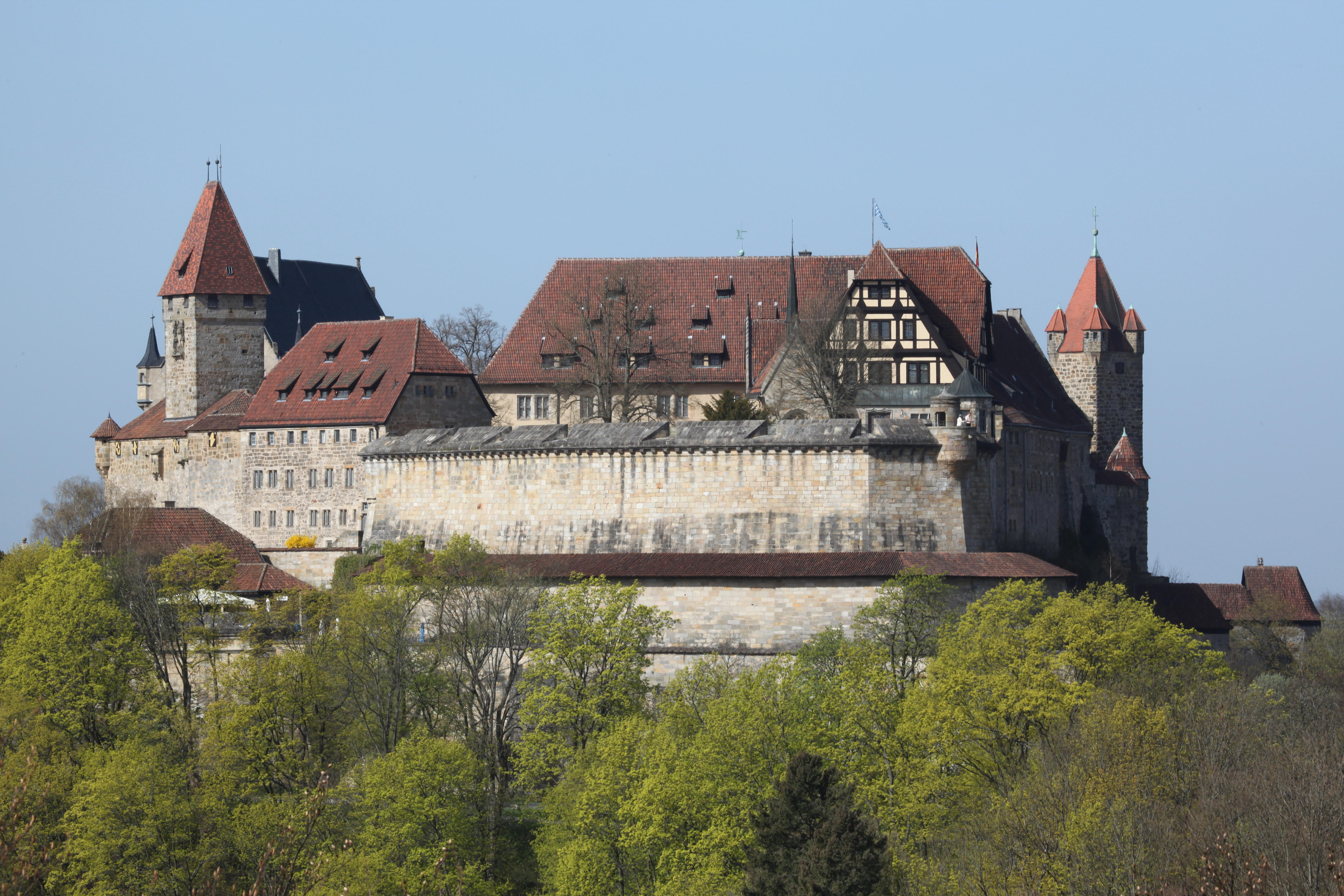
Het kasteel van Coburg, de hoofdresidentie van Herman I van Henneberg

### Familie

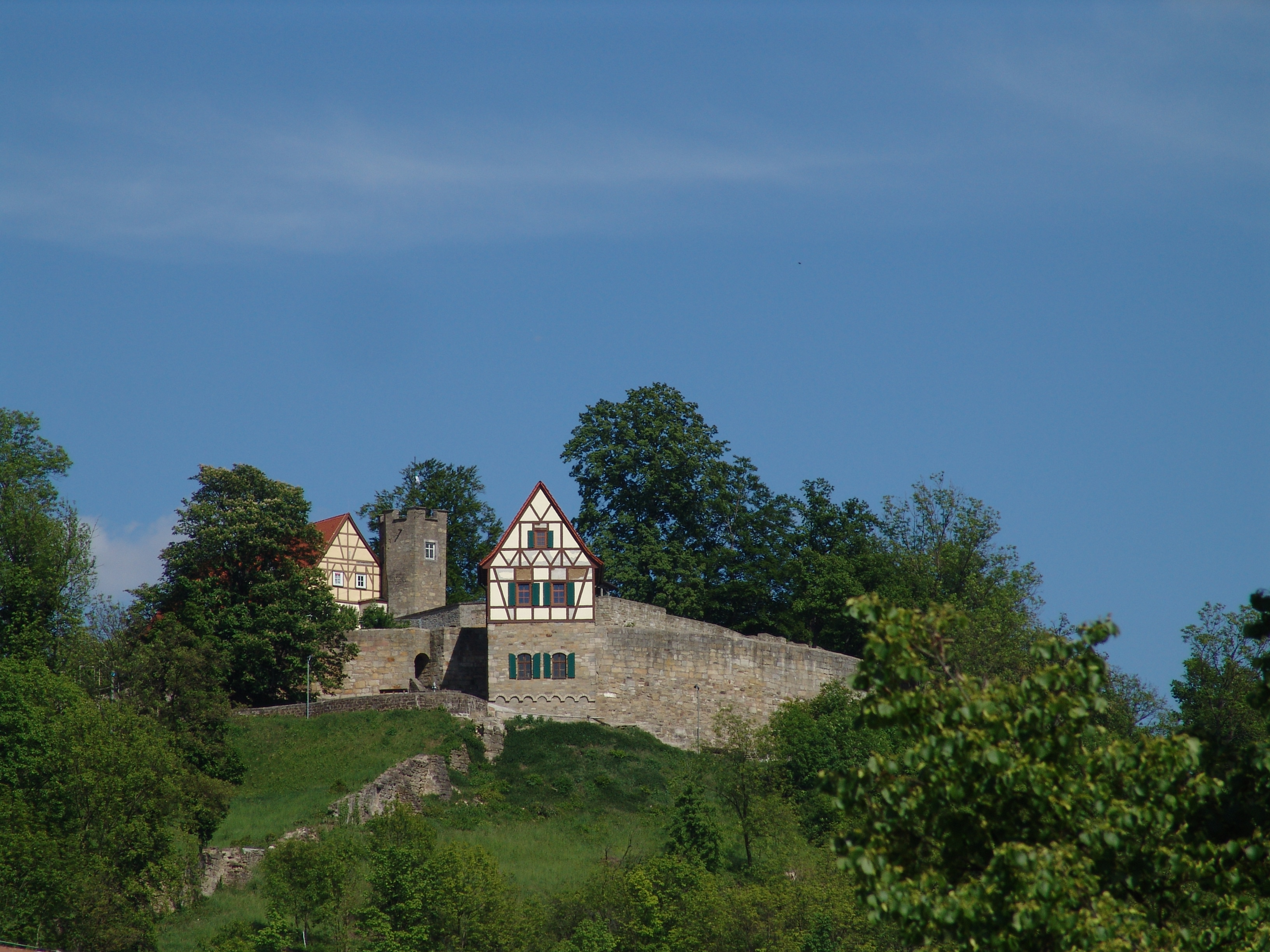
Ook de burcht van Königsberg in Bayern was bezit van graaf Herman.

Herman van Henneberg was geboren uit het huwelijk van graaf Poppo VII van Henneberg-Strauf, graaf van Henneberg, burggraaf van Würzburg en diens tweede echtgenote Judith (Jutta)  (1184-1235), oudste dochter van Herman I, paltsgraaf van Saksen en landgraaf van Thüringen, weduwe van Diederik, markgraaf van Meißen. Poppo VII was eerder gehuwd geweest met gravin Elisabeth van Wildberg. Herman was een neef van Hendrik Raspe IV (1204-1247), landgraaf van Thüringen en vanaf 1246 Rooms-Duits tegenkoning. Daarnaast was hij een verwant van Diederik VI van Kleef, Hendrik II van Brabant, Albrecht II van Saksen en Otto I van Anhalt. Hendrik III van Meißen was een halfbroer van Herman en de bekende minnezanger en kruisvaarder Otto van Botenlauben was zijn oom.

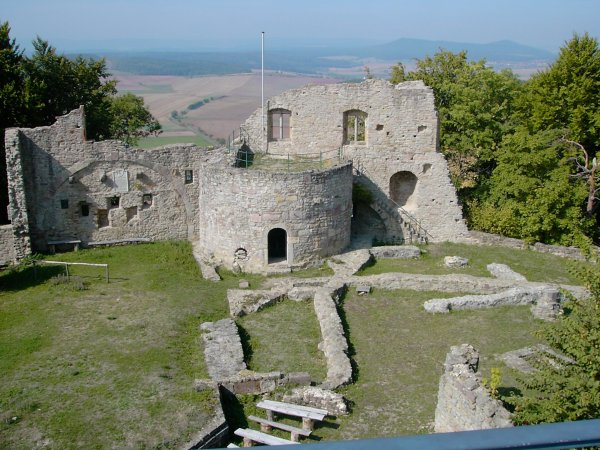
De burcht Henneberg was de zetel van de hoofdtak van het Huis Henneberg en werd bewoond door graaf Herman's halfbroer Hendrik III, geboren uit het huwelijk van Poppo VII en Elisabeth van Wildberg.

Na het overlijden van zijn vader in 1245, wordt het graafschap Henneberg verdeeld tussen Herman en zijn halfbroer Hendrik III van Henneberg-Schleusingen. Als zoon uit het eerste huwelijk van zijn vader kwam Hendrik de voornaamste bezittingen toe. De erfenis voor Herman was vooral bedoeld als apanage en bestond uit onder meer Straufhain, Irmelshausen, Münnerstadt, Königshofen, Steinach, Kissingen, de burcht Botenlauben, landerijen in Landkreis Coburg alsmede de kastelen Heldburg, Kalenberg, Lauterburg. Herman ging vanaf die tijd door het leven als graaf Herman van Henneberg-Strauf.

### Levensloop
Door op eigen kracht naam te maken en handig politiek manoeuvreren, wist Herman van Henneberg zijn aanzien te vergroten. Ondanks dat hij zelf een kandidaat was, steunde Herman in 1246 zijn neef Hendrik Raspe IV als tegenkoning tegen de koning van Duitsland, Koenraad IV van Hohenstaufen. Na diens overlijden werd Herman wederom gezien als potentiële opvolger, ware het niet dat graaf Willem II van Holland om politieke redenen door paus Innocentius IV naar voren werd geschoven. Uit de nalatenschap van Hendrik Raspe viel aan Herman nog wel ten deel de heerlijkheid Schmalkalden. Toen door het overlijden van hertog Otto II van Meranië het Huis Andechs uitstierf, volgde er een verdeling van diens bezittingen onder de vele verwanten. Herman trad in dienst bij een van de erfgenamen, Hendrik I van Bilversheim, bisschop van Bamberg, om diens belangen in deze zaak te verdedigen. Via hem wist hij uit de nalatenschap van het Huis Andechs de heerlijkheid Coburg te verwerven. Met de verwerving in 1265 van Coburg in aanvulling op Schmalkalden werd de feitelijke grondslag gelegd voor het graafschap Henneberg-Coburg.
Mogelijk om de band met Herman van Henneberg te versterken, schonk Rooms-koning Willem hem in 1249 zijn zuster Margaretha van Holland als echtgenote. Zij woonden sindsdien afwisselend in Coburg en te Loosduinen in kasteel Hooghe Werff. In 1252 begeleidde Herman zijn zwager Rooms-koning Willem II op een reis naar Duitsland teneinde politieke steun te verwerven van Noord-Duitse vorsten en steden. Na het overlijden van zijn broer Hendrik III in 1262 werd Herman chef van het Huis Henneberg. 
Toen het er in 1276 op leek dat graaf Floris V van Holland geen wettelijke mannelijke nakomelingen zou krijgen, aangezien liefst zes van zijn zonen jong waren gestorven, wees Rooms-koning Rudolf I van Habsburg twee van diens verwanten aan als opvolgers in Holland en Zeeland: Jan II van Avesnes (zoon van Aleid van Holland) en Herman van Henneberg vanwege diens huwelijk met de dochter van Floris IV. Herman liet zich echter in 1281 het opvolgingsrecht afkopen door de graaf van Avesnes. Op 18 december 1290 overleed Herman van Henneberg in Aschach, waarna hij werd bijgezet in klooster Frauenroth bij Burkardroth. Opvolger van Floris V werd diens pas in 1284 geboren zoon Jan I van Holland. Die zou echter slechts enkele jaren regeren voordat hij in 1299 overleed, waarna Jan II van Avenes alsnog de scepter zou zwaaien over de twee graafschappen.

### Huwelijk en nageslacht
Het huwelijk van Herman van Henneberg  met  Margaretha van Holland (1234-1276) vond plaats op 23 mei 1249 te Mainz, wat een van de voornaamste steden was van het Heilige Roomse Rijk. Zij kregen de volgende kinderen:
- Herman (1250-1250), begraven in de abdijkerk van Loosduinen.[noot 1][10]
- Poppo VIII (circa 1250-1291), huwde Sophia (1264-1282), dochter van Hendrik XIII van Beieren en Elisabeth van Hongarije (1236-1271)[6]
- Judith (Jutta) van Henneberg (circa 1252- circa 1312), erfgename van Coburg en Schmalkalden, trouwde met Otto V van Brandenburg